# Masyumi

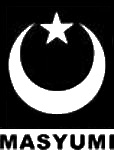
Symbol ugrupowania

Masyumi, Rada Indonezyjskich Organizacji Muzułmańskich – indonezyjska partia polityczna.
Powołana przez okupujących Indonezję Japończyków w 1943. Miała stanowić przeciwwagę dla Ośrodka Siły Społecznej, kierowanego przez Sukarno i Mohammada Hattę. W jej skład weszli między innymi członkowie Muhammadiyah i Odrodzenia Uczonych Muzułmańskich (NU). Popierała utworzenie republiki islamskiej, nie konkretyzując jednocześnie swoich poglądów na kwestie ustrojowe. W wyborach parlamentarnych z 1955 zdobyła 20,9% głosów, jako jedyna otrzymując w każdej z prowincji przynajmniej 10% poparcia. W marcu 1956 utworzyła koalicję rządową z PNI i NU. Stopniowo marginalizowana, w końcu wystąpiła z koalicji (rząd został zdymisjonowany w marcu 1957). Współtworzyła, powołany na Sumatrze Rewolucyjny Rząd Republiki Indonezji (luty 1958). Po stłumieniu buntu przez armię, we wrześniu 1958 została zdelegalizowana.